# Vinayak Damodar Savarkar
Vināyak Dāmodar Sāvarkar (marata: विनायक दामोदर सावरकर) (Bhagur, 28 de maio de 1883 - Bombaim, 26 de fevereiro de 1966) foi um político indiano e um ativista do Movimento de Independência indiano, que é creditado com o desenvolvimento da ideologia política nacionalista hindu Hindutva. Comumente abordado como Veer Savarkar (वीर सावरकर, Brave Savarkar), ele é considerado o ícone dos partido políticos modernos centrais e nacionalistas hindus. Seus últimos anos foram perturbados com acusações de envolvimento no assassinato do Mahatma Gandhi.